# Paramigdolus tetropioides
Paramigdolus tetropioides es la única especie  de escarabajo del género monotípico Paramigdolus, familia Cerambycidae. Fue descrita por Léon Fairmaire en 1893. Se encuentra en Argentina y Paraguay.